# Zabrosa aquareza
Zabrosa aquareza är en insektsart som beskrevs av Rauno E. Linnavuori och Delong 1978. Zabrosa aquareza ingår i släktet Zabrosa och familjen dvärgstritar. Inga underarter finns listade i Catalogue of Life.